# Ландвер

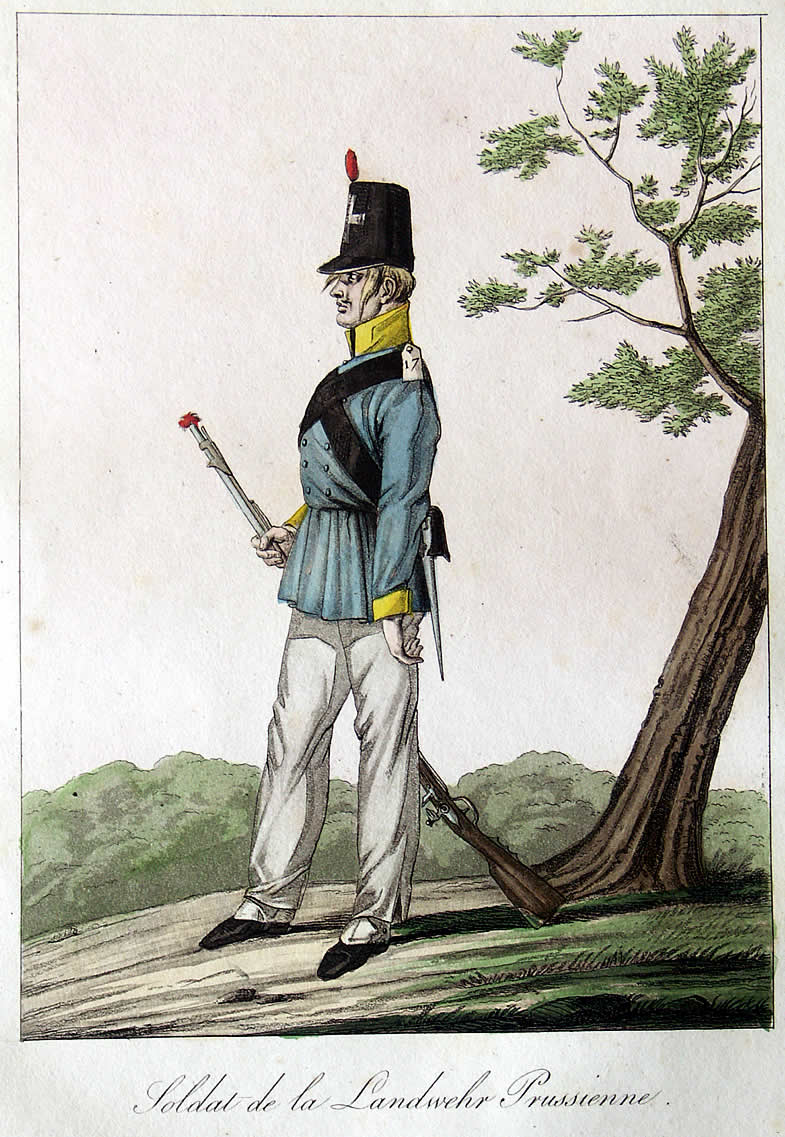
Солдат прусского ландвера. 1815.

Ландве́р (нем. Land — земля, страна и Wehr — защита, оборона) — категория военнообязанных запаса 2-й очереди и второочередные войсковые формирования в Пруссии, Германии, Австро-Венгрии и Швейцарии в XIX — начале XX веков.
В некоторых источниках называется Ландесвер.

## Ландвер в Пруссии
По условиям Тильзитского мира, Пруссия была вынуждена сократить свою армию в 6 раз и агенты Наполеона зорко наблюдали, чтобы резервисты не привлекались на учебные сборы, чтобы не создавалось никаких скрытых войсковых организаций.
Неудачный поход Наполеона в Россию всколыхнул в Пруссии освободительное движение, был принят закон о всеобщей воинской повинности. Полевая армия была сверхукомплектована, но тем не менее, людской поток не иссякал. Из него было принято решение сформировать ландвер, представлявший собой правильно организованную народную милицию, оснащаемую по остаточному принципу. Ландверные части получали сначала более лёгкие задачи, однако в дальнейшем они сравнялись по силе с регулярными частями.

В весенней кампании 1813 г. ландвер, за исключением отдельных восточнопрусских батальонов, почти не принимал участия. Только после истечения Пойшвицкого перемирия в середине августа, т. е. лишь через 5 месяцев после объявления войны, ландвер приобрёл известную боеспособность. Бранденбургские и померанские крестьяне великолепно сражались при Гросберене и Денневице. Гораздо хуже обстояло дело с Силезским ландвером, состоявшим из малокровных ткачей, которые ничего не теряли от чужеземного господства и ничего не приобретали от его свержения. В силезском ландвере даже после победоносного сражения при Кацбахе имело место массовое дезертирство из-под знамён. Только в течение относительного сентябрьского затишья он был настолько хорошо вымуштрован, что 3 октября при Вартенбурге и 18 октября при Меккерене оказался уже в состоянии блестяще выдержать своё боевое крещение.
Это произошло при страшных, несоразмерно больших потерях. Корпус Йорка — прусское ядро силезской армии — при своём прибытии на Рейн насчитывал только 10 000 вместо прежних 40 000. Вопреки первоначальным планам Шарнгорста ландвер не употреблялся в качестве лёгкого войска, которое получало бы только второстепенные задачи. Напротив! К любезным свойствам постоянного войска принадлежит свойство смотреть с величайшим презрением на милицию, но с величайшей готовностью уступать ей свою кровавую работу. Сражения и бои, в которых участвовал в 1813 и 1814 гг. ландвер, и в частности, Силезский ландвер, были бесчисленны, в то время как прусская гвардия в тех же походах вводилась в бой всего 2 раза: первый раз в сражении при Люцене, когда не было ещё никакого ландвера, и в последний раз перед воротами Парижа, когда гвардия была послана в бой ради славы или позора, ибо ей должна была принадлежать честь вступления в неприятельскую завоёванную столицу, в то время как «грязные люди» ландвера — по высокомерному выражению благородного короля из династии Гогенцоллернов — должны были расположиться лагерем у парижских ворот. 
— Ф. Меринг. Очерки по истории войн и военного искусства. — М.: Воен. издательство, 1941.
После наполеоновских войн Пруссия сохранила ландвер в связи с финансовым истощением с одной стороны и необходимостью располагать в военное время армией, соответствующей статусу державы. Немцы возлагали на Пруссию надежды на объединение Германии и Пруссии нужна была армия, способная противостоять соседям — Австрии, Франции и России.

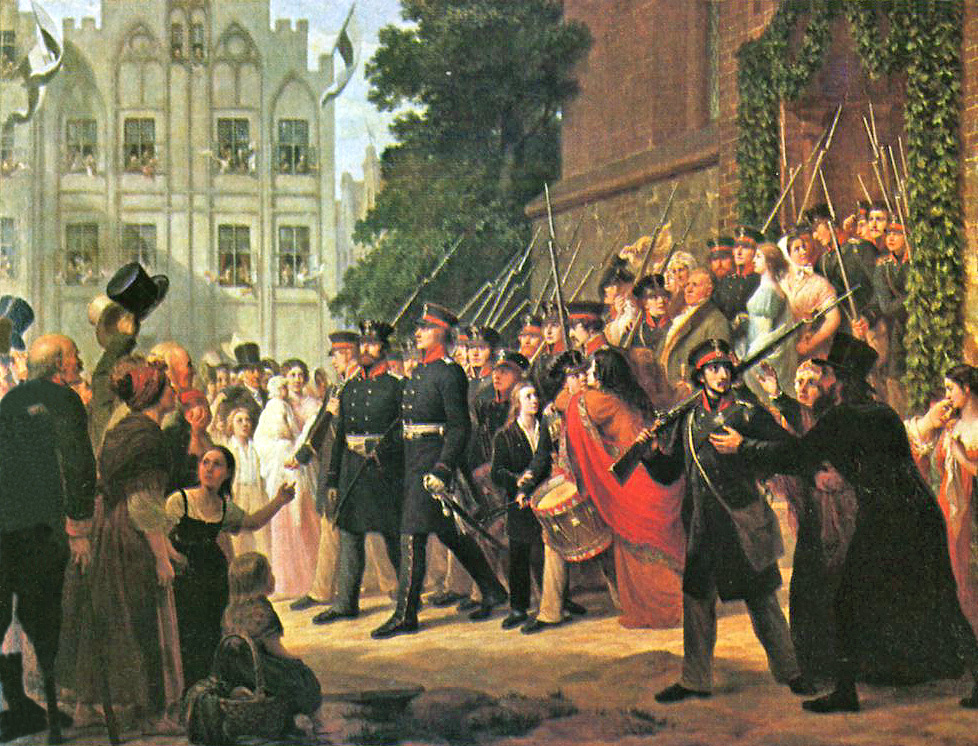
Восточнопрусский ландвер идёт на войну, 1813 год.

### Призывы ландвера
Ландвер был разбит на два призыва. Первый образовывали молодые люди возрастом 20—25 лет, не попавшие на службу в регулярную армию. Во второй входили отслужившие в резерве регулярной армии (25—32 года). Первый призыв предназначался для включения в состав действующей полевой армии, задачей второго была гарнизонная и тыловая служба.
Ландвер первого призыва проходил периодические учения в виде манёвров совместно с регулярной армией, длящиеся от 14 до 28 дней в году, с ночёвкой дома. Ландвер второго призыва обучался 8 дней в году, при этом одновременно проходила допризывная подготовка 17—20 летних дней.

### Территориальная организация ландвера
На группу селений (волость), которая должна была выставить ландверную роту первого призыва, устраивался предназначенный для учебных целей склад оружия и снаряжения; его сторожил фельдфебель роты — единственный её кадровый солдат. По воскресеньям он руководил добровольными упражнениями ландверистов. Эти воскресные упражнения привлекали очень многих и имели шумный успех.
Уезд[уточнить] — в среднем 50—60 тыс. жителей — составлял батальонный ландверный округ. Командир ландверного батальона нёс обязанности председателя уездной по воинской повинности комиссии; врач батальона обязан был подавать числящимся в ландвере медицинскую помощь на дому. В ведении командира батальона находилось его мобилизационное депо, представлявшее склад оружия, обмундирования и снаряжения. В каждом округе имелся инспектор ландвера; батальоны округа сводились в один или несколько полков.
В каждой провинции ландвером командовал генерал. Вся организация ландвера была построена на дублировании административных районов военной ячейкой, что должно было обеспечивать ландверу возможную территориальную спайку.
При мобилизации ландвер вначале должен был образовывать самостоятельные высшие соединения, но с торжеством реакции возобладал принцип перемешивания: мобилизованная бригада образовывалась одним постоянным и одним ландверным полками.

### Отношение к ландверу
Офицеры ландвера подбирались из числа местных буржуа. Особая делегация в каждом уезде выбирала трёх кандидатов на освободившуюся вакансию, офицеры батальона останавливались на одном из них, назначение утверждалось королём.
Отношение офицеров к солдату в ландвере было иное, чем в постоянной армии. Обращение к солдату начиналось словами: «молодые товарищи». Ландверные офицеры проходили стаж в постоянных войсках, но командование стремилось к тому, чтобы тенденция плац-парадности, царившая в постоянной армии, не распространялась на ландвер.
Стремление создать самостоятельный тип ландверного офицера привело, однако, к розни и враждебному отношению к ландверу со стороны офицеров действительной службы.

### Реформа ландвера в 1860 году
В 1860 году по экономическим, политическим и личным причинам регент Вильгельм Прусский, будущий император, инициировал военную реформу. Мирный состав армии почти удваивался, существенно увеличивался военный бюджет, а в военное время государство располагало для активных действий прежней по размеру полевой армией, только целиком постоянных войск, без примеси ландвера.
От ландвера второго призыва отказались вовсе, ландвер первого призыва остался исключительно для тыловой службы, потеряв при этом два младших призыва, отошедшие регулярной армии, и комплектование 20-летней молодёжью, не попавшей в ряды постоянной армии. Ландвер отныне состоял исключительно из пяти возрастов (27—32-летние), выслуживших сроки пребывания в постоянной армии и её резерве. Общая продолжительность службы как в ландвере, так и в армии, уменьшилась с 19 до 12 лет.
Сведение ландвера на нет задело интересы либеральной буржуазии начавшей отчаянную борьбу в ландтаге. Сопротивление утихло только после победы реформированной армии в Австро-Прусской войне в 1866 году.

### Первая мировая война
Во время Первой мировой войны 1914–1918 гг. была создана 31 ландверная дивизия (1–23, 25–26, 38, 44–48, 85-я), они сражались на фронте вместе с прочими. 

### Нацистская Германия
В 1935 году в нацистской Германии ландвер был восстановлен, но в 1939 году была сформирована только одна ландверная дивизия — 14-я ландверная, с 1940 года — 205-я пехотная.

## Ландвер в Австро-Венгерской империи
Ландвер в Австро-Венгерской империи появился по Конституции 1867 года.
Австро-Венгерская армия того времени состояла из трёх категорий войск:
1. общеимперские «цесарские» полки;
2. австрийский и венгерский ландвер (последний по-русски традиционно называется «гонвед»);
3. австрийский и венгерский ландштурм[10].

Общеимперские полки и ландвер были войсками первой линии, ландштурм — третьей. Второй линии не существовало. Призванные в ландвер служили 2 года под знамёнами и 10 лет в резерве, после чего зачислялись в ландштурм.
По состоянию на 1906 год, численность австрийского ландвера и венгерского гонведа составляла 67 тысяч человек. В случае войны она увеличивалась до 360 тысяч.

### Языковой вопрос
В отличие от общеимперских войск, ландвер и гонвед формировались на одной территории: либо в Австрии, либо в Венгрии. Формирования имели национальный облик, особую проблему составлял язык.
1. Немецкий был служебно-командным языком для австрийского ландвера (и общеимперских войск);
2. Мадьярский — для венгерского гонведа;
3. Сербско-хорватский — для хорватского ландвера (входящего в состав гонведа).

Устав ландвера был написан на трёх языках, это приводило к напряжённости: многие народы были недовольны тем, что их язык обделили.
Связующим звеном между формированиями, разговаривающими на разных языках, выступали офицеры, большинство из которых были немцами.

### Организация ландвера
Ландвер и гонвед управлялись особыми министерствами национальной обороны — Австрийским и Венгерским — и не подчинялся общеимперскому министру обороны.
Двойственность положения Австро-Венгерской империи, привела к тому, что Австрия и Венгрия стремились в первую очередь обеспечить свои собственные ландверы, зачастую, они были оснащены и укомплектованы лучше общеимперских войск. Так например, в 1905 году бюджет общеимперской армии и флота составил 353 млн крон при численности в 321 тыс. солдат и офицеров; бюджет австрийского ландвера составил 64,7 млн крон при численности в 36,4 тыс. солдат и офицеров.